# Förenade provinserna Agra och Oudh

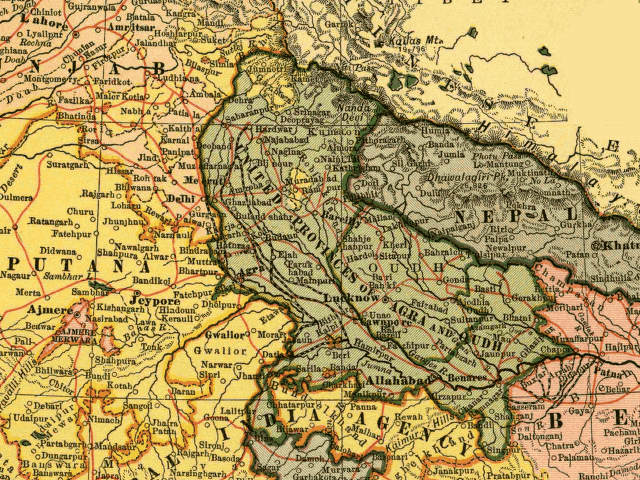
Karta över provinsen 1903

Förenade provinserna Agra och Oudh (eng. United provinces of Agra and Oudh), provins i Brittiska Indien, före 1902 under benämningen Nordvästprovinserna, mellan 23° 52' och 31° 15' nordlig bredd samt 77° 3'; och 84° 39' östlig längd, omgavs i norr av Tibet, i nordöst av Nepal, i öster av Bengalen, i söder av Chutia Nagpur, Kewa, Bundelkhandstaterna och Centralprovinserna samt i väster av Gwalior, Rajputana och Punjab. Areal 277 810 km², vartill kom vasallstaterna Rampur och Tehri-Garhwal med en sammanlagd areal av 13 154 km², så att hela området utgjorde 290 964 km². Motsvarar till stor del den moderna indiska delstaten Uttar Pradesh.
Provinsens nordligaste del är fylld av Himalayas höga och vilda bergskedjor, som kulminerar i Jumnotri (6 326 m), Badrinath (6 980 m), Karnat (7 132 m) och Nanda Devi (7 820 m). Söder därom vidtar Siwalikbergen, som i söder bildar nordgränsen för ett vidsträckt av Yamuna, Ganges, Ramganga och Gogra genomflutet och fruktbargjort slättland, tätt genomdraget av ett storartat system av bevattningskanaler. Klimatet är i slättlandet osunt, torrt och hett, och febersjukdomar, kolera och smittkoppor rasade där in i modern tid, varför flera sanatorier anlagts i landet av engelsmännen. Befolkningen utgjorde i hela området 48 014 080 personer (1911), varav 47 182 044 i provinsen (170 invånare per km²), och 832 036 i vasallstaterna (64 invånare per km²). Av hela antalet var 25 073 271 män och 22 940 809 kvinnor samt med avseende på religion 40,5 miljoner hinduer, 6,9 miljoner muslimer och 179 694 kristna, varav 105 855 metodister, 30 912 anglikaner och 10 709 romerska katoliker. Nära 50 olika språk är representerade, av vilka hindi är det kolossalt övervägande (43 767 791 personer 1911) och därnäst västhindi (4 095 729 personer 1911). 
Folkbildningen stod mycket lågt, i det att 45,6 miljoner varken kunde läsa eller skriva; endast 136 616 var 1911 kunniga i engelska. I hela landet fanns 1916-1917 17 728 skolor med 894 886 elever, varav 12 912 offentliga med 805 420 elever. Ett europeiskt universitet fanns i Allahabad och ett hinduiskt i Benares. 1915 utgavs i provinsen 302 tidningar. Mer än hälften av hela landet är odlat. Huvudprodukterna är framför allt vete, vidare hirs, ris, bomull, indigo, sockerrör, oljefrö och under kolonial tid även opium, samt te i bergstrakterna. Skogarna är betydande i norra delen och omfattade 1911 omkring 19 450 km². Industrin omfattar tillverkning av socker, indigo och bomullsvävnader. Berömda metallarbeten görs i Benares. Bomullsväverier, garverier, läderfabriker, destilleringsverk, bryggerier, järngjuterier och oljeslagerier hade anlagts efter europeiskt mönster och i stor utsträckning. Handeln är koncentrerad i de stora städerna, Lucknow, Benares, Agra, Cawnpur, Allahabad, Bareilly, Meerut, Faizabad, Gorakhpur med flera, främjas genom de segelbara floderna, det vittgrenade kanalsystemet samt ett utvecklat järnvägsnät och omfattar förnämligast vete, bomull, socker, indigo, timmer, te, opium och tobak; allt stora exportvaror; däremot importerades metall- och manufakturvaror, salt och specifikt europeiska varor. 
Huvudstad är Allahabad. Hela antalet städer och byar 1911 var 108 631, varav 2 190 i vasallstaterna, och av dem hade 96 mer än 10 000, tio mellan 50 000 och 100 000 samt sju mer än 100 000 invånare. Provinsen styrdes av en lieutenant-governor och var indelad i nio divisioner: Meerut, Agra, Rohilkhand, Allahabad, Benares, Gorakhpur och Kumaun, vilka tillhörde det forna Agra, samt Lucknow och Faizabad, det forna Oudh, och dessa i 48 distrikt.
Provinsen är i historiskt avseende en av de viktigaste i Indien, bland annat emedan Buddha där föddes, verkade och dog, Ashokas med flera mäktiga dynastier därifrån utgick, det för hinduerna heliga Benares samt de muslimska huvudstäderna Delhi, Agra, Allahabad, Jaunpur och Lucknow ligger där. Det brittiska inflytandet och herraväldet utvidgades småningom under Clive, Warren Hastings och Wellesley, och 1835 bildades Nordvästprovinserna som eget förvaltningsområde. 1856 införlivades Oudh därmed, ehuru som särskilt förvaltningsområde under en chief commissioner till 1877, då det helt förenades med Nordvästprovinserna, som 1902 fick namnet United provinces of Agra and Oudh, i samband med vissa administrativa förändringar inom provinsen.